# أشباه المداليات
أشباه المَدَّاليات (الاسم العلمي: Tenrecomorpha) رتيبة تضم المداليات وزبابة قضاعية، وهي مجموعة من الثدييات الأفريقية الأصيلة في أفريقيا الاستوائية ومدغشقر، على التوالي. يُعتقد أن الفصيلتان انقسمتا قبل 47 إلى 53 مليون سنة.